# Chlidochrus ventricosus
Chlidochrus ventricosus är en insektsart som beskrevs av Alexander Fyodorovich Emeljanov 1962. Chlidochrus ventricosus ingår i släktet Chlidochrus och familjen dvärgstritar. Inga underarter finns listade i Catalogue of Life.